# بيلار خوري
بيلار توني خوري (مواليد 25 أغسطس 1994)، وهي لاعبة كرة قدم لبنانية تلعب كمهاجم نانت الفرنسي والمنتخب اللبناني
لعبت خوري في المرحلة الجامعية لفريق أوتاوا جي-جيز، فريق جامعة أوتاوا؛ غادرت في عام 2016 لتكون هدافهم طوال الوقت. ثم انتقلت إلى فرنسا، حيث انضمت إلى ألبي في القسم 1 Féminine ؛ ثم لعب خوري مع فرق الدرجة الثانية غرونوبل وسانت إتيان ونانت.
ولد خوري في كندا، وهو من أصل لبناني ويمثل لبنان منذ عام 2021.

## وظيفة النادي

### الشباب والكلية
في العاشرة من عمرها، بدأت خوري حياتها المهنية مع الشباب في نادي أوتاوا جلوستر هورنتس المحلي، حيث مكثت لمدة سبع سنوات. بدأت كمدافعة، قبل أن تنتقل إلى الأمام في العام الماضي لها في النادي. 
ثم انتقلت خوري إلى فريق جامعة أوتاوا، أوتاوا جي-جيز.  حققت إنجازًا كبيرًا في موسمها الثالث في النادي، حيث حطمت الرقم القياسي المسجل في الجامعة مرتين وفازت بالعديد من الألقاب الفردية.  أنهت خوري مسيرتها مع أوتاوا جي-جيز كأفضل هداف لها على الإطلاق، برصيد 58 هدفًا.

### ألبي
بدأت خوري مسيرتها المهنية العليا في عام 2016، وانتقلت إلى القسم الأول من منتخب إسبانيا في ألبي في 1 أغسطس. بعد أن أصبحت احتياطيًا في النصف الأول من موسم 2016-2017 ، أصبحت لاعباً أساسياً في الشوط الثاني وساعدت فريقها على تجنب الهبوط.  وشهد موسمها الثاني تغيب خوري عن العديد من المباريات بسبب الإصابات، وتراجع النادي إلى الدرجة الثانية في إسبانيا. 

### غرونوبل
انتقلت إلى غرونوبل لموسم 2018-19 في القسم 2.  بعد بداية بطيئة، وسجلت مرة واحدة في النصف الأول من الموسم، سجلت خوري 10 أهداف في مبارياتها العشر التالية.  كما سجلت ثلاثة أهداف في أربع مباريات في بطولة كأس فرنسا لكرة القدم.

### سانت إتيان
في عام 2019، انضمت إلى وصيفة الدرجة الثانية سانت إتيان حيث سجلت، في موسمها الأول، ستة أهداف في الدوري في 11 مباراة.  وسجلت أيضًا هدفًا في ظهورها الوحيد في Coupe de France.  في 2020-21، سجل خوري أربعة أهداف في أربع مباريات،  قبل إلغاء الموسم. أنهت برصيد 11 هدفا في 18 مباراة بجميع المسابقات. 

### نانت
في 27 يوليو 2021، انتقلت خوري إلى نانت. ظهرت لأول مرة في 5 سبتمبر، في فوز 3-0 على لينس. في 10 أكتوبر، سجلت هدفها الأول لصالح نانت، مما ساعد فريقها على الفوز 3-0 على أورليان.

## مهنتها دوليًا
ولدت خوري في كندا، وهي من أصل لبناني.  صرحت بأنها تفضل اللعب لصالح لبنان على كندا، قائلة إنها حلمت بتمثيل لبنان منذ الصغر. 
تم استدعاء خوري لأول مرة إلى لبنان في أبريل 2021، من قبل بطولة ودية في أرمينيا. فيما يتعلق باستدعاءها الأول، قالت: «أجد صعوبة في التعبير عن مقدار ما يعنيه ذلك بالنسبة لي. لتمثيل بلد والدي بعد كل التضحيات التي قدموها من أجل مسيرتي الكروية».  ومع ذلك، بسبب النتيجة الإيجابية لـ COVID-19 ، لم تتمكن من السفر.
ظهرت لأول مرة في 21 أكتوبر، حيث ساعدت لبنان على الفوز على الإمارات العربية المتحدة 1-0 في تصفيات كأس آسيا للسيدات 2022 . 

## الحياة الشخصية
كان لويس سعد جد خوري، لاعب كرة قدم أيضًا.  توفي عام 2013.  وذكر خوري أنه علمها كيفية لعب كرة القدم.  قبل أيام قليلة من وفاتها، منحها جدها جنسيته الفرنسية، مما سهل انتقالها للعب بشكل احترافي في فرنسا بعد ثلاث سنوات. 
أثناء اللعب مع فريق Ottawa Gee-Gees ، أكملت درجة البكالوريوس في العلوم الصحية مع تخصص ثانوي في علم النفس.  كانت خوري أيضًا طالبة خلال فترة وجودها في ألبي. 

## اسلوب اللعب
في البداية كانت مهاجمًة، ثم بعد ذلك تطورت خوري إلى جناح أثناء إقامتها في نانت. 

## مراتب الشرف
فردي 
- أفضل لاعبة في OUA : 2014–15، 2015–16
- فريق OUA الأول كل النجوم: 2013-14، 2014-15، 2015–16
- فريق U SPORTS الأول - الكنديون: 2014-15 و 2015–16

السجلات
- الهداف التاريخي لأوتاوا جي جيز: 58 هدفًا [4]

## روابط خارجية
- بيلار خوري على موقع أف آي لبنان (FA Lebanon)
- بيلار خوري  على سكروي
- بيلار خوري على موقع Footofeminin.fr
- بيلار خوري في Ottawa Gee-Gees